# Dornier Do 26
Die Dornier Do 26 war ein Ganzmetall-Flugboot für den Transatlantikdienst und sollte mit einer vierköpfigen Besatzung bis zu 500 kg schwere Postfrachten zwischen Lissabon und New York transportieren.
Die sehr elegant wirkende Do 26 wurde häufig als das schönste je gebaute Flugboot bezeichnet. 1937 bestellte die Deutsche Lufthansa drei für den Katapultstart ausgelegte Do 26, von denen die erste am 21. Mai 1938 flog.

## Konstruktion

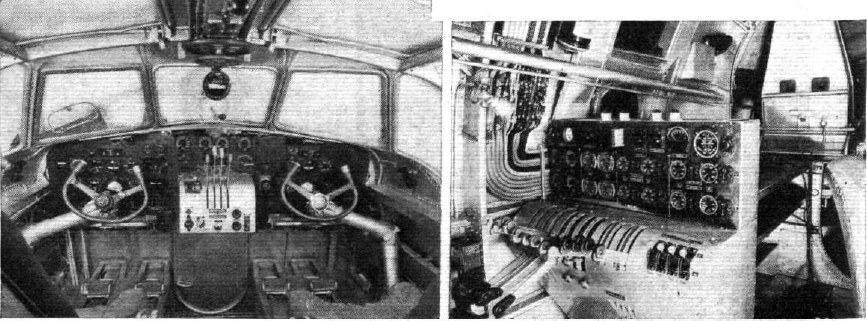
Innenansicht der Do 26 V1

Die Do 26 war ein freitragender Schulterdecker in Ganzmetallbauweise. Die Dornier-typischen Flossenstummel waren durch Stützschwimmer in der Mitte der Tragflächen ersetzt, die während des Fluges vollständig eingezogen wurden. Die gute aerodynamische Form kam der Geschwindigkeit und der Reichweite des Flugzeugs zugute.
Die vier Dieselmotoren Junkers Jumo 205C waren als Tandem-Paare jeweils an den Übergängen der ebenen Tragflächen zu den auf den Rumpf abknickenden Teilen montiert. Die beiden hinteren Triebwerke konnten mit den über Fernwellen angetriebenen Druckpropellern während des Starts und der Landung um 10° nach oben geschwenkt werden, um die Luftschrauben vor dem Gischtwasser zu schützen. Der Rumpf war gekielt, hatte zwei Stufen und war mehrfach abgeschottet.

## Nutzung

### Lufthansa
Vor dem Ausbruch des Zweiten Weltkrieges wurden drei Exemplare dieses Typs fertiggestellt und zwei der Lufthansa als Do 26 A übergeben. Die erste Do 26 A (D-AGNT V1 Seeadler) machte ihren Erstflug unter Flugkapitän Erich Gundermann am 21. Mai 1938; D-AWDS V2 Seefalke folgte am 23. November 1938 unter Flugkapitän Egon Fath.
Noch vor dem Abschluss der Erprobung führte die V2 Seefalke einen Hilfsflug nach Südamerika durch. Unter Flugkapitän Siegfried Graf Schack von Wittenau startete sie am 14. Februar 1939 in Travemünde zum sogenannten „Chile-Flug“ mit 580 kg Medikamenten für Erdbebenopfer in Chile. Über Lissabon, wo am folgenden Tag der Start trotz Seegangs der Stärke 5 gelang, und Bathurst erreichte die Maschine am 16. Natal (Brasilien) und am nächsten Tag Rio de Janeiro, wo die Hilfssendung von einer Junkers Ju 52 zum Weitertransport nach Chile übernommen wurde. In nur 36 Stunden Flugzeit hatte die Seefalke 10.700 km (= 297 km/h) zurückgelegt. Die Querung des Südatlantiks war dabei in der neuen Rekordzeit von 10 Stunden und 7 Minuten erfolgt (~300 km/h). Beim Rückflug wurde sie in Recife am 22. Februar von der Friesenland zum 4587 km entfernten Las Palmas de Gran Canaria katapultiert und erreichte über Lissabon am 28. Februar wieder Travemünde.

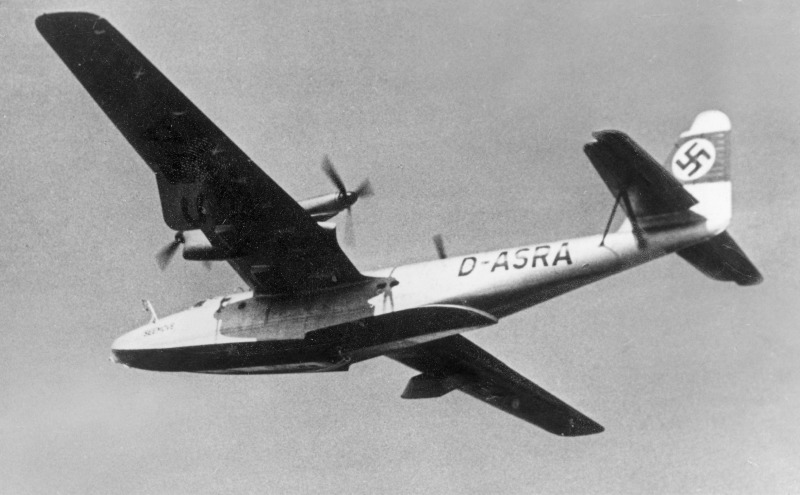
Do 26 V3 Seemöve

D-AGNT V1 Seeadler und D-AWDS V2 Seefalke wurden von der Lufthansa übernommen, kamen aber wegen des Widerstandes der USA nicht auf der geplanten Route Lissabon–New York, sondern auf der Südatlantikstrecke Bathurst–Natal im Postflugdienst zum Einsatz. Seeadler führte vom 7. April bis zum 2. Juni vier Hin- und Rückflüge neben den Blohm & Voss Ha 139 durch, Seefalke ab dem 14. Juli weitere vier. Die Maschinen nahmen häufig bis zu drei Passagiere mit. Am 25. August 1939 startete Seefalke weiterhin unter Graf Schack vom Katapultschiff Ostmark in Bathurst zum letzten deutschen Postflug mit 475 kg Post und einem Passagier nach Natal. Sie verließ dann am 27. als vorletztes deutsches Flugzeug Brasilien und flog mit Post nach Bolama und Las Palmas. Dort befand sich auch V1 Seeadler, die zum erneuten Einsatz heranstand.
Am 19. September erlaubten die Spanier den Deutschen die Rückführung der Maschinen, die in den folgenden Tagen einzeln ihre Rückflüge über Spanien und Norditalien nach Süddeutschland durchführten.
Das dritte Flugzeug, die D-ASRA V3 Seemöve flog zwar noch kurz vor dem Kriegsbeginn, gelangte aber nicht mehr in den Dienst der Lufthansa. Als Do 26 B bezeichnet, war ein Postraum als Passagierkabine hergerichtet, als Motoren waren Jumo 205Ea mit 700 PS Leistung eingebaut.

### Luftwaffe

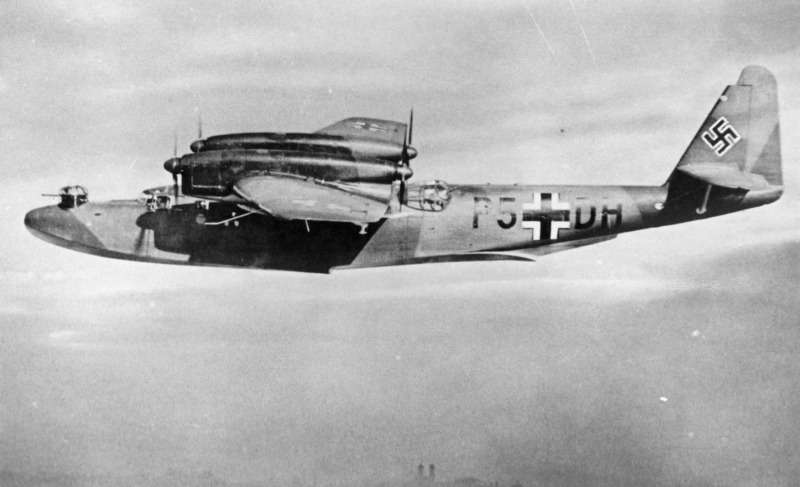
Do 26 V4

Alle drei Lufthansa-Maschinen wurden noch 1939 für die Luftwaffe beschlagnahmt. Als P5+AH, P5+BH und P5+CH kamen sie zur sogenannten Transozean-Staffel. Am 7. April 1940 erfolgte ein erster Einsatz, um einen weiten Seeraum vor dem auslaufenden Hilfskreuzer Schiff 16 Atlantis aufzuklären. Ab dem 9. April wurde die Staffel mit allen verfügbaren Großflugbooten – drei Dornier Do 26, zwei Dornier Do 24 und drei Blohm & Voss BV 139 – zur Versorgung der in Narvik gelandeten deutschen Truppen herangezogen. Am 9. Mai wurde P5+BH V2 Seefalke unter Flugkapitän Siegfried Graf Schack von Wittenau mit 18 Gebirgsjägern an Bord von drei Blackburn Skuas der 803. Squadron des Flugzeugträgers Ark Royal zu einer Notlandung im Efjorden (Ballangen) gezwungen. Graf Schack von Wittenau, die Besatzung und die 18 Soldaten wurden erst nach blutigen Gefechten gefangen. Auch eine der angreifenden Skuas musste wegen der erhaltenen Treffer bei Tovik nahe Harstad notlanden.
Am 28. Mai 1940 wurden dann V1 Seeadler und V3 Seemöve kurz nach der Landung bei Sildvik am Rombaksfjord nahe Narvik von drei Hurricanes der 46. RAF-Squadron entdeckt und in Brand geschossen. Damit waren alle ehemaligen Lufthansa-Maschinen verloren.
Drei weitere Do 26 (V4–V6) wurden als Do 26 C für die Luftwaffe mit den stärkeren 648 kW (880 PS) leistenden Jumo-205D-Motoren gebaut. Die Bewaffnung bestand aus einer 20-mm-Maschinenkanone MG 151/20 und drei 7,92-mm-MGs MG 15. Die V4 P5+DH machte am 25. Januar 1940 ihren Erstflug und kam noch während des Norwegeneinsatzes als Seebär zur Transozean-Staffel. Wahrscheinlich führte diese Maschine am 22. Juni 1940 einen Aufklärungsflug von Norwegen bis zur Dänemarkstraße vor dem Auslaufen des Hilfskreuzers Pinguin durch.
Am 1. August traf die Staffel dann in Brest mit V4 und V5 (Erstflug 24. April) ein. Die V6 (Erstflug 29. Juli) befand sich noch in der Erprobung. Am 16. erfolgte der erste Aufklärungsflug aus Brest ins Seegebiet westlich von Irland. Da in Brest kein Katapultschiff zur Verfügung stand, mussten die Maschinen bei Nacht mit Höchstlast einen Wasserstart machen und waren auf eine Flugdauer von zehn bis zwölf Stunden und eine Reichweite von 2100 km (statt möglicher 3600 km bei Katapultstart) beschränkt. Die Maschinen wurden gelegentlich auch von Norwegen aus eingesetzt. So klärte die V5 P5+EH am 9. September nach ihrem Katapultstart von der Friesenland in Hommelvik bei Drontheim das Seegebiet um Island und in der Dänemarkstraße vor einem Vorstoß des Schweren Kreuzers Admiral Hipper auf. Der Versuch, die am 19. September 1940 aus Las Palmas in Südfrankreich eingetroffene Ostmark nach Brest zu verlegen, scheiterte, als ein britisches U-Boot das Katapultschiff vor der französischen Küste versenkte. Um die Startbedingungen in Brest zu verbessern, wurde dann die Friesenland mit großem Aufwand aus Norwegen durch den Kanal nach Brest verlegt. Beim ersten Katapultstart von dem am 11. Oktober eingetroffenen Schiff stürzte die V5 P5+EH am 16. Oktober wegen Motorenaussetzern ab. Alle sechs Besatzungsmitglieder starben. Mit nur noch zwei Maschinen verlegte die Friesenland zum Jahreswechsel zur Gironde-Mündung; die Transozean-Staffel wurde aufgelöst und die Maschinen der I. Gruppe/KG 40 unterstellt. Nach wenigen Einsätzen kamen die Maschinen und dann auch die Friesenland nochmals kurz von Norwegen aus zum Einsatz.
Ab Ende April 1941 wurden beide Maschinen wieder entwaffnet und für Transporteinsätze als Do 26 D hergerichtet. Von der V6 P5+FH ist ein derartiger Einsatz bekannt. Sie verlegte im Juni 1943 von Travemünde nach Tromsø und wurde am 6. Juni von der Schwabenland zur Wetterstation Holzauge nach Ostgrönland katapultiert, um die von den Alliierten schon entdeckte und angegriffene Besatzung zu evakuieren. Mit diesem und einem weiteren Flug am 16. Juni gelang es Flugkapitän Hauptmann Wolfgang Blume und seiner dreiköpfigen Besatzung, alle 22 Stationsmitglieder und einige Schlittenhunde zu evakuieren. Das weitere Schicksal der V4 und V6, die noch 1944 der Erprobungsstelle Travemünde zugeteilt waren, ist ungeklärt.

## Reste
Die Wracks von V1 Seeadler und V3 Seemöve wurden nach dem Krieg in den Gewässern bei Narvik entdeckt. Das Wrack der Seemöve wurde entfernt, aber Rumpf und Tragflächen der Seeadler sind noch am Platz und eine Attraktion für Taucher. Einige Teile der Seeadler, unter anderem die Instrumententafel und eine Luftschraube, befinden sich im Narvik War Museum; eine weitere Luftschraube befindet sich im Flugclub von Bodø, Norwegen.

## Technische Daten

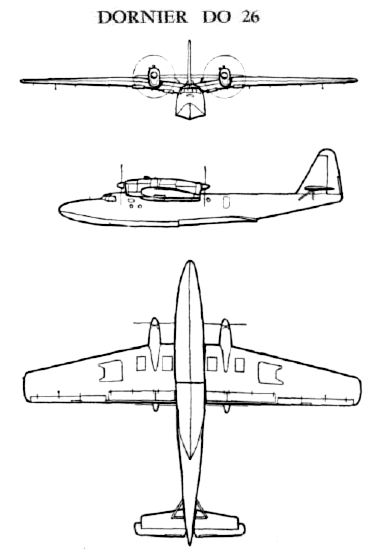
Planzeichnung der Dornier Do 26

| Kenngröße                                 | Dornier Do 26 A                                                         | Dornier Do 26 D                                                    |
| ----------------------------------------- | ----------------------------------------------------------------------- | ------------------------------------------------------------------ |
| Typ                                       | transatlantisches Postflugboot                                          | Aufklärungs- und Transportflugboot                                 |
| Besatzung                                 | 5                                                                       |                                                                    |
| Länge                                     | 24,6 m                                                                  | 24,6 m                                                             |
| Spannweite                                | 30 m                                                                    | 30 m                                                               |
| Höhe                                      | 6,85 m                                                                  | 6,85 m                                                             |
| Flügelfläche                              | 120 m²                                                                  | 120 m²                                                             |
| Flügelstreckung                           | 7,5                                                                     | 7,5                                                                |
| Leermasse                                 | 10.260 kg                                                               | 13.050 kg                                                          |
| Rüstmasse                                 | 11.240 kg                                                               |                                                                    |
| Zuladung Wasserstart Katapultstart        | 5.760 kg 7.760 kg                                                       |                                                                    |
| max. Startmasse Wasserstart Katapultstart | 17.000 kg 19.000 kg                                                     | 20.000 kg 21.000 kg                                                |
| Antrieb                                   | vier flüssigkeitsgekühlte Sechszylinder-Doppelkolben-Dieselmotoren      | vier flüssigkeitsgekühlte Sechszylinder-Doppelkolben-Dieselmotoren |
| Typ                                       | Junkers Jumo 205C                                                       | Junkers Jumo 205D                                                  |
| Leistung                                  | je 600 PS (441 kW) bei 2.000/min                                        | je 880 PS (647 kW)                                                 |
| Höchstgeschwindigkeit                     | 329 km/h in Bodennähe 329 km/h in 2.000 m Höhe 335 km/h in 5.000 m Höhe | 345 km/h                                                           |
| Reisegeschwindigkeit                      | 281 km/h                                                                |                                                                    |
| Landegeschwindigkeit                      | 120 km/h                                                                |                                                                    |
| Dienstgipfelhöhe                          | 6.000 m                                                                 | 6500 m                                                             |
| Reichweite Wasserstart Katapultstart      | 2.410 km 6.000 km                                                       |                                                                    |